# Кръстьо Куюмджиев
Кръстьо Тодоров Куюмджиев е български литературен критик.

## Биография
Кръстьо Куюмджиев е роден на 27 септември 1933 г. в Свищов. Произхожда от работническо семейство. Завършва гимназия в родния си град (1952), руска филология в Софийския държавен университет (1957). Редактор в сценарната комисия при Студия за игрални филми (1958-1960) и в отдел „Критика“ на сп. „Септември“ (1960). Научен сътрудник (1960), старши научен сътрудник (1974), ст.н. с. I ст. (1982) в Института по литература при БАН.
Доктор по филология (тогава – кандидат на филологическите науки) с дисертация на тема „Кирил Христов. Личност и дело“ (1972), доктор на филологическите науки (дфн) (1987).
Сътрудничи на в. „Литературен фронт“, сп. „Септември“, сп. „Пламък“, сп. „Литературна мисъл“ и др.
Член на БКП, член на СБП.
Автор на много статии, съставител на редица книги за български писатели. Редактира съчинения на Кирил Христов, Никола Ракитин, Димитър Димов.
Умира на 22 май 1988 г. в София.

## За него
- Мариана Тодорова, „Кръстьо Куюмджиев в българската литература“. София: Елгатех, 2003, 206 с.